# Iasenîțea, Turka
Iasenîțea (în ucraineană Ясениця) este localitatea de reședință a comunei Iasenîțea din raionul Turka, regiunea Liov, Ucraina.

## Demografie
Componența lingvistică a localității Iasenîțea
     Ucraineană (100%)
Conform recensământului din 2001, toată populația localității Iasenîțea era vorbitoare de ucraineană (100%).